# سوسکچه خرطوم‌دار برازنده
سوسکچه خرطوم‌دار برازنده (نام علمی: Alcidodes elegans) نام یک گونه از سرده سوسکچه‌های خرطوم‌دار آلسیدودس است.